# Tallangatta
Tallangatta is een plaats in de Australische deelstaat Victoria, en telt 950 inwoners (2001).